# Réserve de faune de Yata-Ngaya
Réserve de faune de Yata-Ngaya är ett viltreservat i Centralafrikanska republiken. Det ligger i prefekturen Vakaga, i den nordöstra delen av landet, 800 km nordost om huvudstaden Bangui. Arean är 420 000 hektar. Reservatet upprättades 1925.